# Selga
Die Selga war ein ägyptisches Volumenmaß in Nubien und entsprach der Menge Mohrhirse (Sorghum) aus der Gattung Gräser mit markgefüllten Halmen und maisähnlichen Blättern, die auf die ausgebreitete flache Hand eines erwachsenen Mannes gehäuft werden konnte. Die Größe der überlieferten Maße wird bezweifelt. Die Handgröße ist personenabhängig und der gelegentliche Streit zwischen Käufer und Verkäufer wurde durch eine dritte Person geschlichtet. Es sollen auch hölzerne Schalen zum Ausmessen des Moud genutzt worden sein.
- 1 Selga ≈ 1,305 Liter
- 18 Selgas = 1 Moud/Maud (Maß)
- 216 Selgas = 12 Mauds = 1 Mhörri ≈ 8 Winchester-Bushel ≈ 14.211 Pariser Kubikzoll = 282 Liter (281,8947 Liter errechn.)